# Muis (dier)

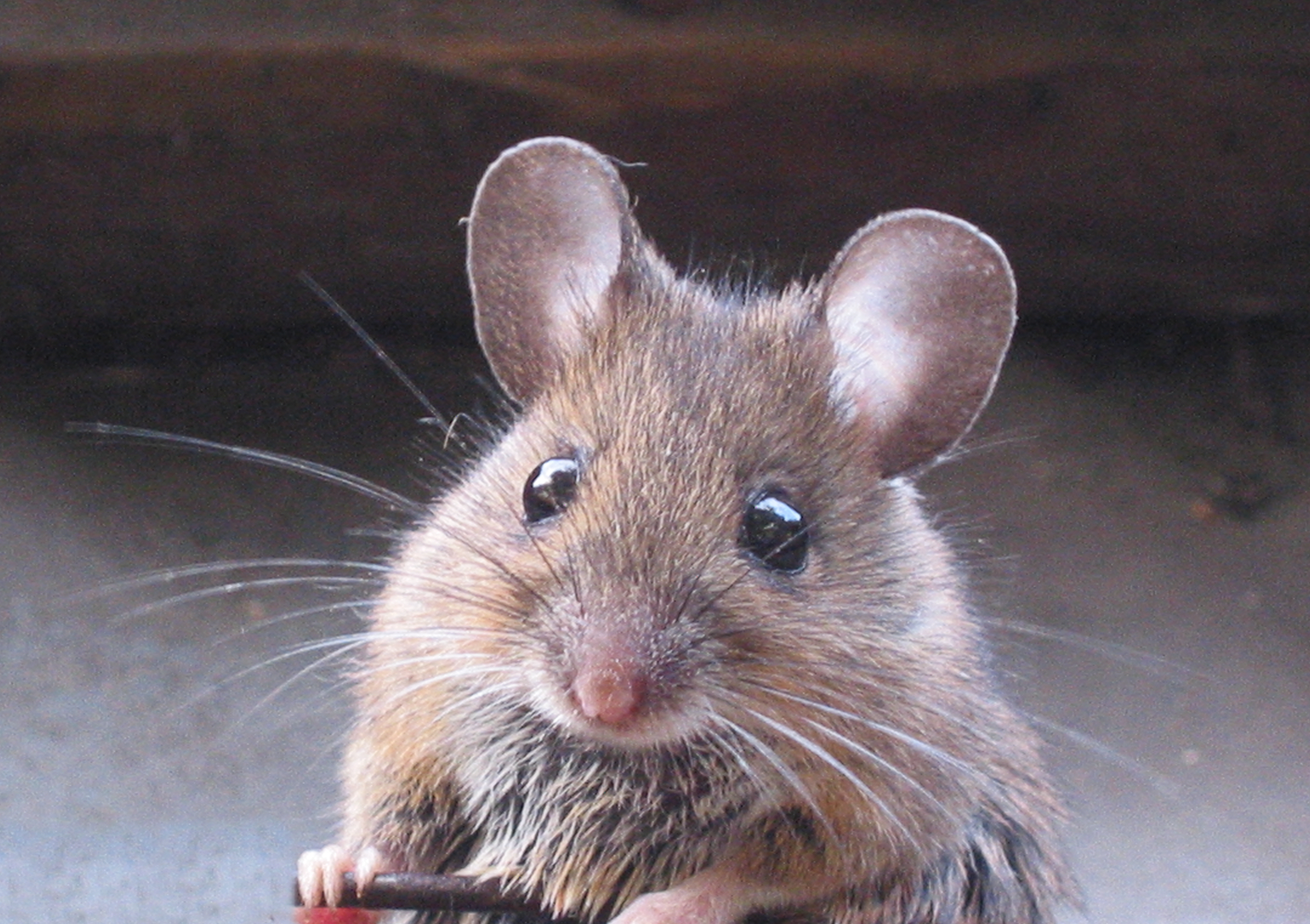
Bosmuis
(Apodemus sylvaticus)

Een muis is een klein zoogdier, in het bijzonder de huismuis (Mus musculus), maar ook vele andere soorten, vooral knaagdieren. In de taxonomie worden muizen en ratten niet als aparte groepen gezien, hoewel ze wel vaak zo ingedeeld worden. Over het algemeen wordt de naam gebruikt voor kleinere dieren met een lange staart.
In Nederland en België en omgeving leven de volgende muizensoorten:
- Huismuis (Mus musculus)
- Dwergmuis (Micromys minutus)
- Bosmuizen (Apodemus):
  - Bosmuis (Apodemus sylvaticus)
  - Grote bosmuis (Apodemus flavicollis)
  - Brandmuis (Apodemus agrarius)
- Woelmuizen (Arvicolinae):
  - Aardmuis (Microtus agrestis)
  - Veldmuis (Microtus arvalis)
  - Noordse woelmuis (Microtus oeconomus)
  - Ondergrondse woelmuis (Microtus subterraneus)
  - Rosse woelmuis (Myodes glareolus, vroeger Clethrionomys glareolus)
- Slaapmuizen (Gliridae):
  - Eikelmuis (Eliomys quercinus)
  - Hazelmuis (Muscardinus avellanarius)
  - Relmuis (Glis glis)

Spitsmuizen worden vaak muizen genoemd, maar ze zijn het niet: ze behoren tot de orde der insecteneters. Ook vleermuizen zijn geen muizen. Zie voor een vollediger overzicht van muizen genoemde dieren de lijst van zoogdieren met Nederlandse namen.

CT-scan van een muizenschedel

## Fictie
De fabel over de stadsmuis en de veldmuis komt voor bij de Griekse dichter Aesopus en de Romeinse dichter Quintus Horatius Flaccus in Sermones, Liber II, Sermo VI, regel 79-117. Bekende fictieve muizen zijn onder meer Mickey en Minnie Mouse, Jerry uit Tom en Jerry, Diddl, Ieniemienie en Geronimo Stilton.